# Platta på mark

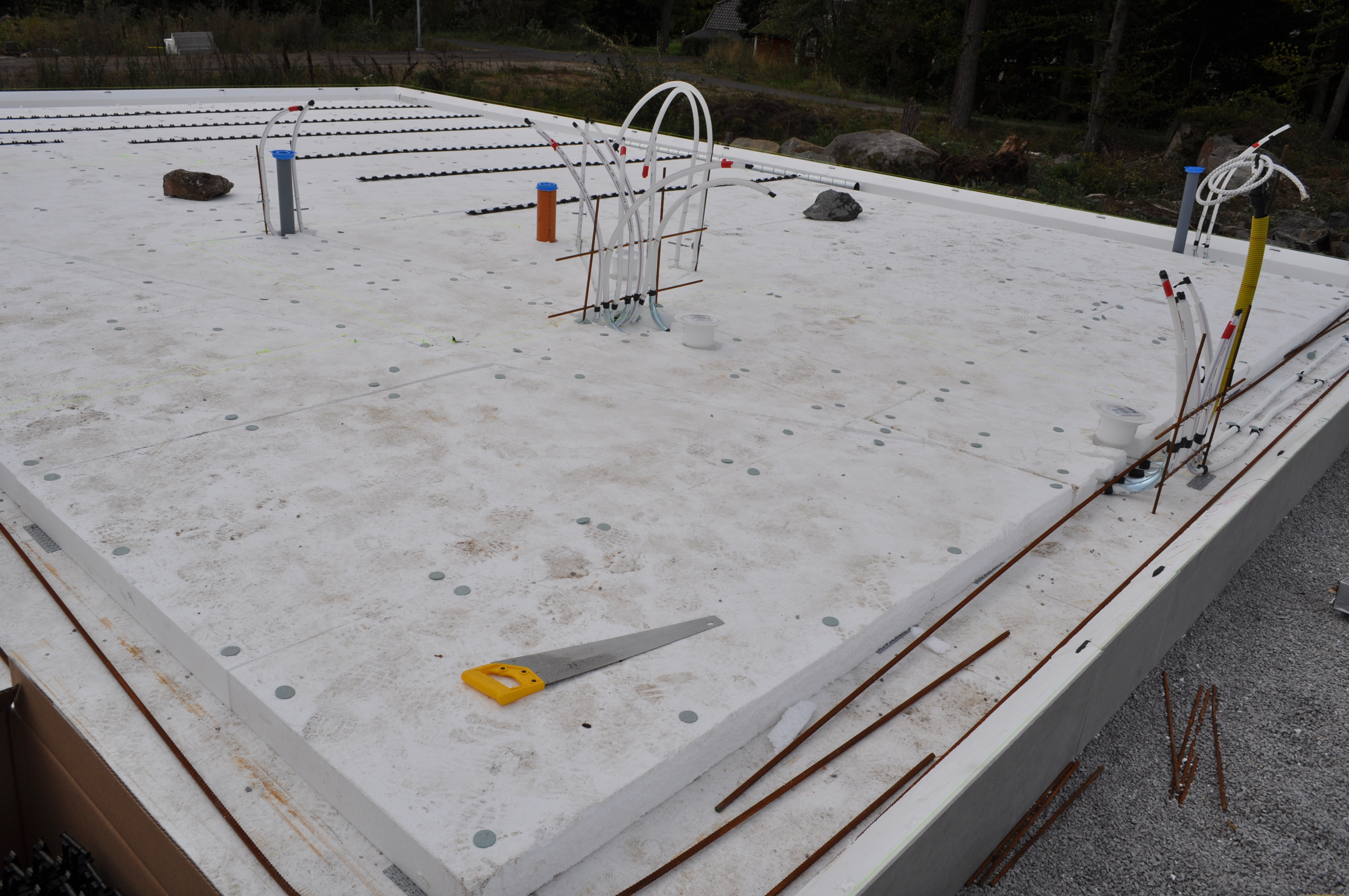
Förberedelse av en grund med isolering av cellplast

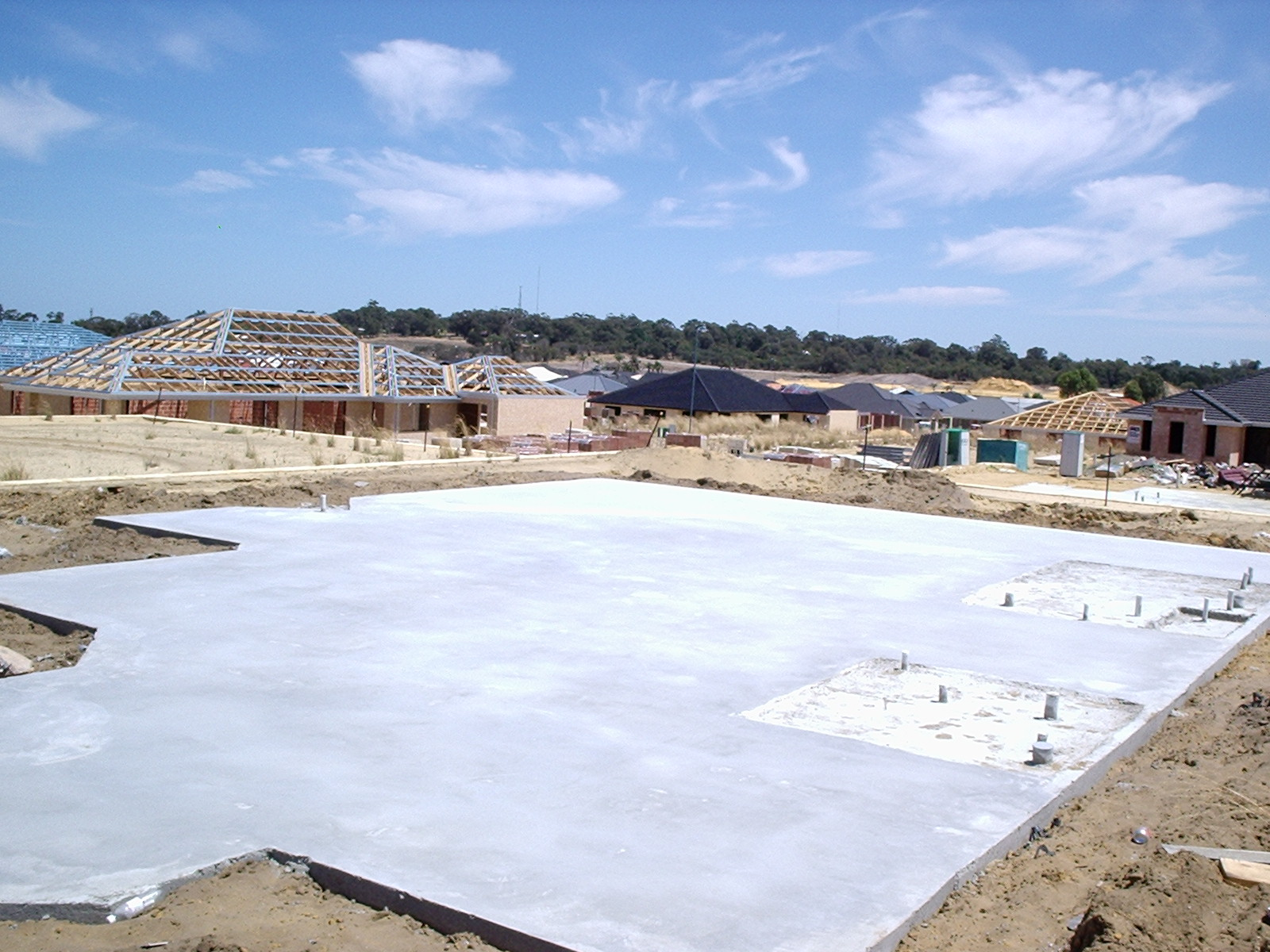
Exempel av äldre platta på mark

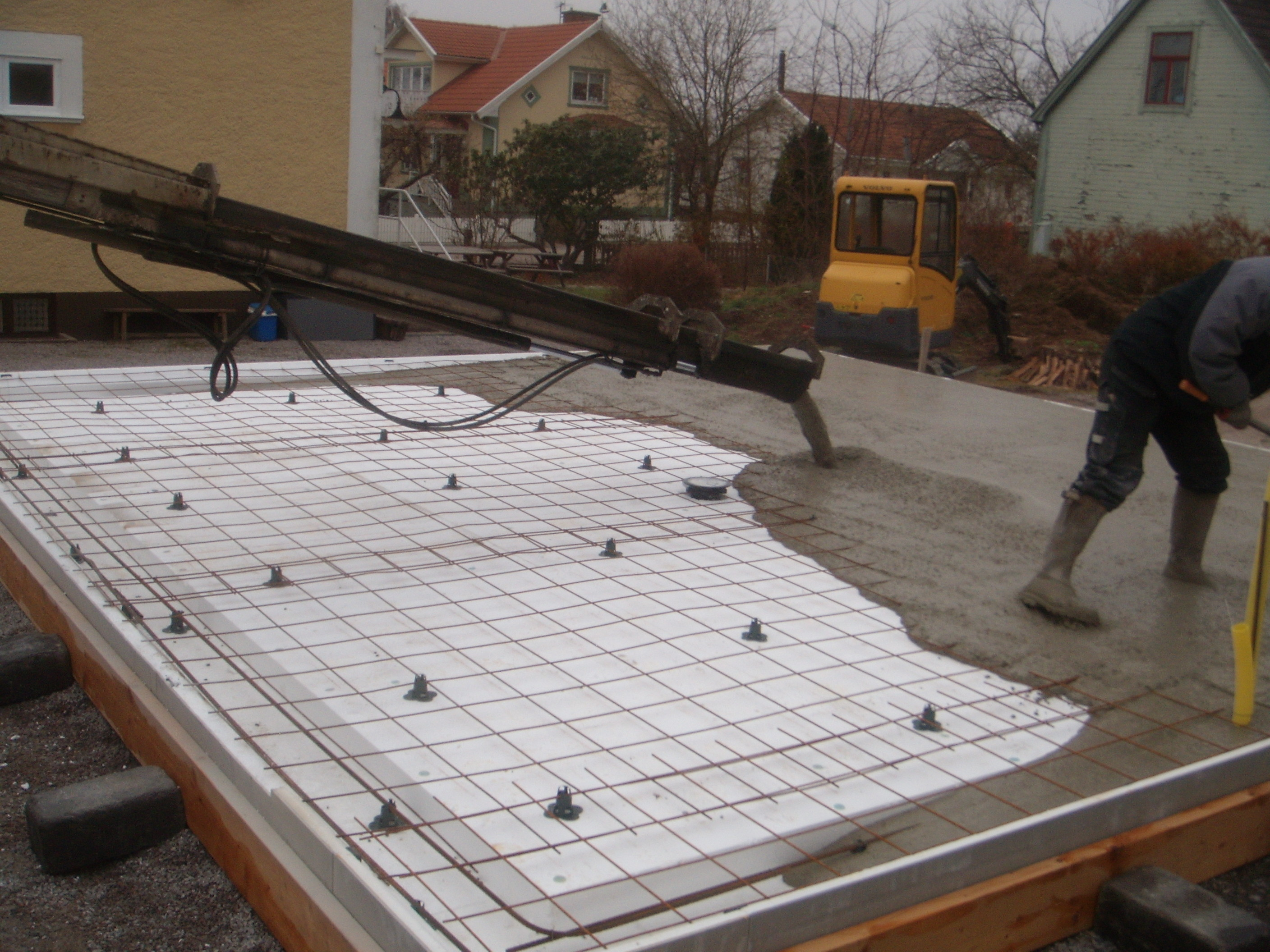
Gjutning av platta på mark över cellplastisolering, här endast ett garage

Platta på mark är en relativt enkel grundläggning med en betongkonstruktion direkt på mark utan underliggande utrymme. Platta på mark är en mycket vanlig konstruktion i varmare klimat där det inte finns risk för tjälhävning och där termiter förekommer som kan angripa bjälklag av trä. I Sverige förekommer platta på mark till småhus och kommersiella byggnader samt inom industri och jordbruk. 

## Historik
I äldre konstruktioner göts betong (ibland även utan armering) direkt på krossad sten eller grus. Under 1960-talet började plattan anläggas på så kallad tvättad makadam eller annat kapillärbrytande skikt. Det förekom att trä göts in i betongen för att fästa golvreglar och väggsyllar i bland annat småhus. Den här konstruktionen har gett upphov till omfattande fuktskador med mögel  och röta i undergolvet samt i ytter- eller innerväggars syll, skador som är svåra och kostsamma att åtgärda. En av orsakerna till att skador uppkom var att isoleringen lades ovanpå betongplattan. Fukt kondenserade genom kapillärkondensation mot betongplattan . Något skydd för att minska radon från underliggande mark eller material fanns ej eller var nästan obefintligt.

## Skador
- Olika typer av skador kan förekomma, vanligast i äldre konstruktioner är fuktskador. Dessa kan ha uppstått av bristande ångspärr eller avsaknad av sådan, kapillärkondensation och ingjutna trämaterial vilket står för huvuddelen av fuktskadorna, i likhet med andra grundläggningstyper. Det förekommer att beläggningen i våtutrymmen är otät eller att VVS-installationer läcker vatten, Sådana vattenskador kan pågå under längre tid innan upptäckt. Vatten som läcker ner under golvbeläggningen i betongplattan kommer här inte att torka ur, för att senare ge upphov till mögel eller rötskador. Det är också viktigt att plattan tillåtits torka tillräckligt och att den är helt ren innan övergolvet läggs eftersom brister i detta avseende kan ge upphov till mögel [3]

- Det finns äldre byggnader från 1970- och 1980-talet som har en viss del isolering under betongplattan av hård markisolering, till exempel av stenull eller lecakulor, dessa har lägre skadefrekvens än för konstruktioner med enbart ovanliggande isolering. Problem med syllen som ofta bestod av tryckimpregnerat trä, där den lades direkt på betongen utan mellanliggande fuktspärr var vanligt förekommande. Reglar för formning blev ofta kvar i betongen eller det göts in reglar för att göra infästning av väggar vilket medfört såväl mögel som rötskador. En orsak till fuktskador kan ha varit bristande uttorkning av betongen innan konstruktion för golvet och dess isolering lagts på plats.

- Geoteknisk okunskap och fel i projektering respektive praktiskt utförande kan ligga bakom sprickbildning och tjälskador i grundkonstruktioner.

## Jämförelse med andra typer av grundläggning
Här kan man jämföra med krypgrund eller källare som även dessa har olika problem med fuktskador eller problem med radon i konstruktioner.
- En av grundläggningens nackdelar är att betongplattan inte är tillgänglig för underhåll av avloppsrör eller fjärrvärmerör i jämförelse med en krypgrund som har cirka 60 cm kryphöjd.

- Eftersom en ångspärr kan ligga såväl över som under plattan vid översvämningar är det viktigt att vatten aldrig når plattan. Når vatten plattan kommer vatten att sugas upp och om det inte kan ventileras bort kan det så småningom ge upphov till fuktskador. Det är viktigt att plattan tillåts torka ut tillräckligt och att den är fri från föroreningar innan golvmaterialet läggs.

- Eventuellt kan plattan gjutas i vattentät betong för att utesluta att betongen suger vatten. Plattan kan också torka ut mot marken om isoleringen under är ånggenomsläpplig, till exempel dränerade cellplastisolering eller hård stenull, men då får ingen radonspärr under plattan ha anordnats.

- Det kan uppstå en köldbrygga vid övergången kantbalken och syll, även viktigt att syll monteras med flexibel tätning för att undvika luftdrag mellan syll och betongplattan.

## Modern konstruktion
Den nuvarande fuktsäkra  konstruktionen består av en grundbotten av bergkross och ett övre kapillärbrytande lager med tvättad makadam. På den underliggande packade fyllningen sätts en sockelprofil av cellplast och grundbotten beläggs oftast med cellplastskivor. Isoleringens minimumtjocklek är 250 till en total tjocklek av 350 millimeter, ibland upp mot 400 mm vid till exempel grunden vid byggande byggnader där man eftersträvar framtida energisparande åtgärder. Det finns flera olika system av cellplastgrunder för småhus och andra byggnader, en del är P-märkta. För att förhindra framtida fukt eller radongas underifrån läggs ett eller två lager plastfolie eller radonduk över det nedersta cellplastskiktet, rörgenomföringar i plattan tätas mot luftgenomsläpp. Grundisoleringen beläggs med en överliggande stålarmering i ett eller två lager, varpå ett betonglager gjuts i betong. Betongen i en modern grund är ofta en självtorkande högpresterande betong,   Citat från boken Byggnadsmaterial, Exempel på sådana är tjocka bjälklag, bjälklag med kvarsittande stålform och platta på mark med tätt underliggande värme eller fuktisolering. Uttorkningen av högpresterande betong skiljer sig jämfört med normalbetong, skillnaden kan förklaras med att självuttorkning sker. Även betong av lägre kvalitet kan komma till användning i vissa sammanhang där man inte är beroende av förkortad torktid. En kostnadsanalys har utförts vid Örebro universitet  , där man har tagit fram merkostnaden av betong i hänsyn till maskin och arbetsinsatsen samt arbetsskador vid läggning av standardbetong i jämförelse med självtorkande högpresterande betong.
I den moderna cellplastgrunden finns oftast golvvärmerör ingjutna i betongplattan, eller med ventilationsrör för varmluft som är en p-märkt grund. Golvvärmen användas till att torka ut fukt i betongen och byggfukt vid nybyggnad för att förkorta byggtiden. Det finns olika datorprogram som simulerar uttorkningsprocessen, ett är utvecklat vid Lunds tekniska högskola, TorkasS  , ett annat är BI Dry  som har utvecklats vid Luleå tekniska universitet och Vema Venturi AB. Enligt Boverkets byggregler.  Citat. Den slutliga kontrollen av att betong torkat tillräckligt tex före golvläggning bör ske med fuktmättning. Vägledning finns i Sveriges Byggindustriers Manual-fuktmätning i betong. Fuktmätning utförs för att fastställa att plattan genomgått en tillräcklig urtorkning, när resultatet för uttorkning av betongen och den avslutande fuktmätningen är positiv läggs valfria golv. Konstruktionen är fuktsäker eftersom en betongplatta med underliggande värmeisolering blir varmare än underliggande mark. Vattenånga som avdunstar från marken kommer inte att kondensera mot den varma betongplattan, fukten bromsas upp av grundens ångtäta skikt.

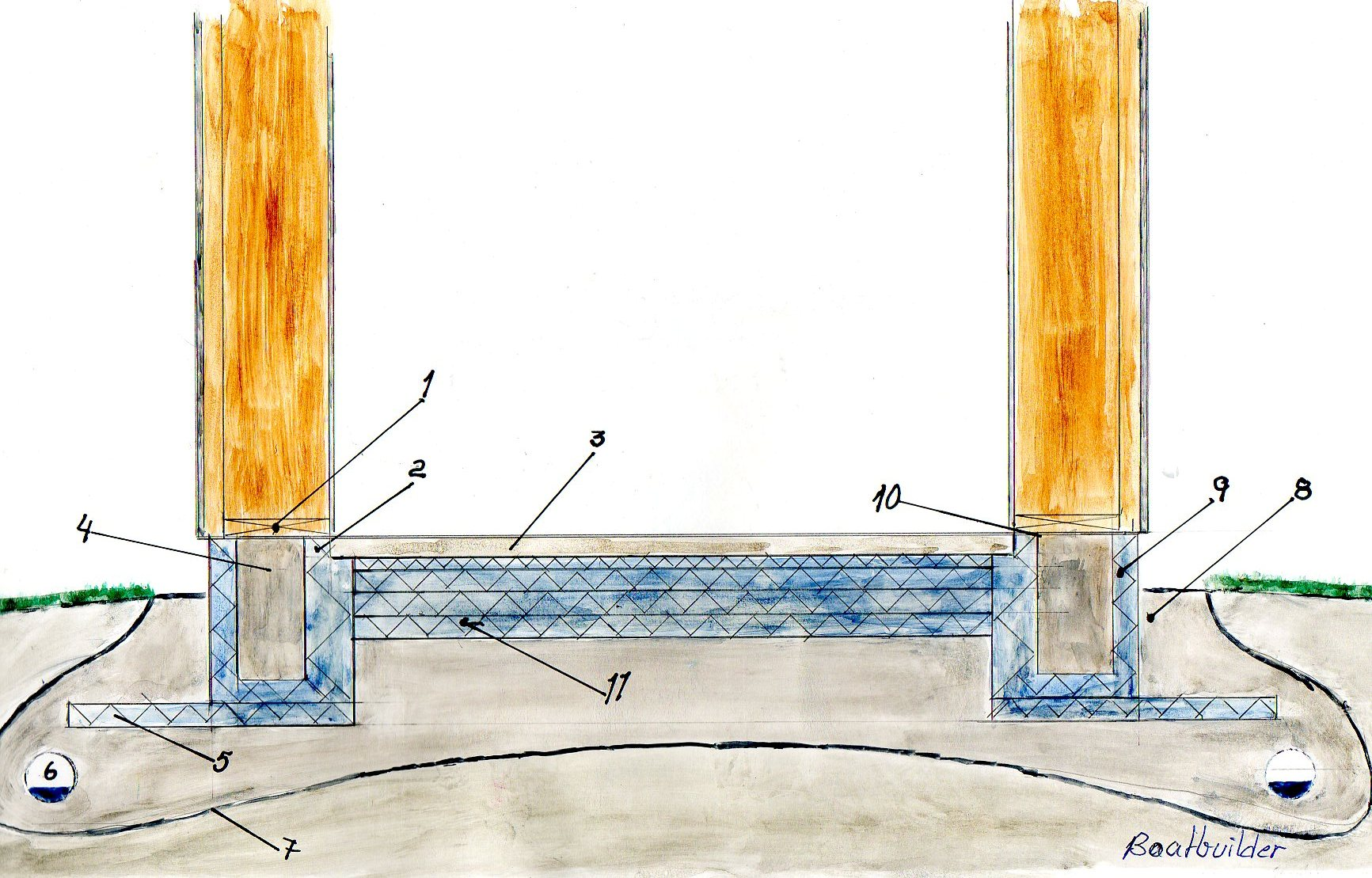
1 syll. 2 motverkar köldbrygga. 3 Armerad betongplatta. 4 Armerad betongbalk. 5 Tjälisolering. 6 Dräneringsrör. 7 Fiberduk. 8 Makadam. 9 Cellplastform. 10 Sylltätning. 11 Cellplast

Golvvärme kan både sänka och höja husets energibehov, med en tillräckligt väl isolerad betongplatta enligt energimyndigheten  sänks husets totala energibehov. Sänkningen av energibehovet bygger på att brukarna har lägre inomhustemperatur i hus med golvvärme än i hus med radiatorsystem. Vid lika inomhustemperatur åtgår mer energi med golvvärme än radiatorer, vid ett anslutet system av solpaneler  som passar väl till ett lågtemperatursystem som golvvärme är, kan bostaden ha liknande temperatur som ett hus med radiatorsystem.  . Hus med golvvärme med en undermåligt isolerad grund kan i en del fall förbruka mer energi än hus med radiatorsystem om dessa har en mindre isolering mellan 70 och 200 mm.    Ej tillräckligt isolerade golv som saknar golvvärme kan har en sämre termisk komfort om de är belagda med hårda golv, med till exempel trägolv känns golv varmare vid samma temperatur. 
Vid driften av ett vattenburet golvvärmesystem som är ett lågtemperatursystem kan det vara fördelaktigt att använda solvärmepaneler som komplement för att spara energi . De tidigare betongplattor där man byggt med en minimal värmeisolering i kantbalk och under betongplattan uppstår en värmekudde under uppvärmningsperioden under byggnader, sommartid stängs ofta golvvärmen av. Här kan senare under sommarperioden uppstå en omvänd fuktvandring upp genom isoleringen mot betongplattan om det inte finns någon ångspärr. För att motverka detta läggs tillräcklig tjock isolering enligt ovan och en ångspärr, detta motverkar energiförluster totalt sett.  . 
Det förekommer att avloppsrör samt en del annan installation läggs i ett schakt utmed grunden på dess utsida för att delvis vara åtkomligt för inspektion. För att begränsa eller utesluta att det blir tjälhävning   av betongplattan används till grundbotten helst materiel av bergkross och makadam. Ett tillräckligt grundläggningsdjup samt att markisoleringen även förläggs utanför grunden, vilket är särskilt viktigt vid grundens yttre hörn för att utesluta tjälhävning. Platta på mark har trots en del tidigare brister i äldre oisolerade konstruktioner kommit till användning i byggnation på senare år på grund av det fuktsäkrare sätt att utföra den moderna grunden. Det kan vara till fördel att utföra en fuktsäkerhetsprojektering i samband med projektringen av grunden till en byggnad. 
Fel grund  kan innebära stora problem och negativa kostnader vid den framtida skötseln och ägandet av en byggnad. En grundkonstruktion ska tjäna huset eller byggnaden i hela dess livslängd, redan vid projektringen är det viktigt att konsulter och entreprenörer är införstådda med problemen och har kunskap i fuktdynamik. Den moderna värmeisolerade konstruktionen platta på mark grunden anses som radon och fuktsäker, samt även uppnår de ställda kraven för lågenergihus och passivhus.

## Radon
En platta på mark kan byggas radonsäker även på högriskområden  med en förstyvad kantbalk av betong, under plattan läggs perforerade rör. Rören kopplas samman upp genom huset eller utanför grunden för att eventuellt anslutas till en fläkt. Ett bättre alternativ är att lägga en sk. radonduk under singelbädden, detta är nog det absolut enklaste och säkraste sättet att undvika radon i nyproduktion.